# Gonatistella nigropicta
Gonatistella nigropicta är en bönsyrseart som beskrevs av John Obadiah Westwood 1889. Gonatistella nigropicta ingår i släktet Gonatistella och familjen Liturgusidae. Inga underarter finns listade i Catalogue of Life.